# Palmirski Szlak Łącznikowy
 Palmirski Szlak Łącznikowy to turystyczny szlak pieszy na terenie Kampinoskiego Parku Narodowego doprowadzający turystów do Cmentarza w Palmirach.

## Opis
Szlak łączący Truskaw z miejscami związanymi z wydarzeniami z lat 1939-1944: rejonem Pociechy i Krzyżem Jerzyków oraz miejscem pamięci Cmentarz w Palmirach. Między Pociechą a Cmentarzem w Palmirach szlak przechodzi przez Obszar ochrony ścisłej Sieraków

## Bieg szlaku

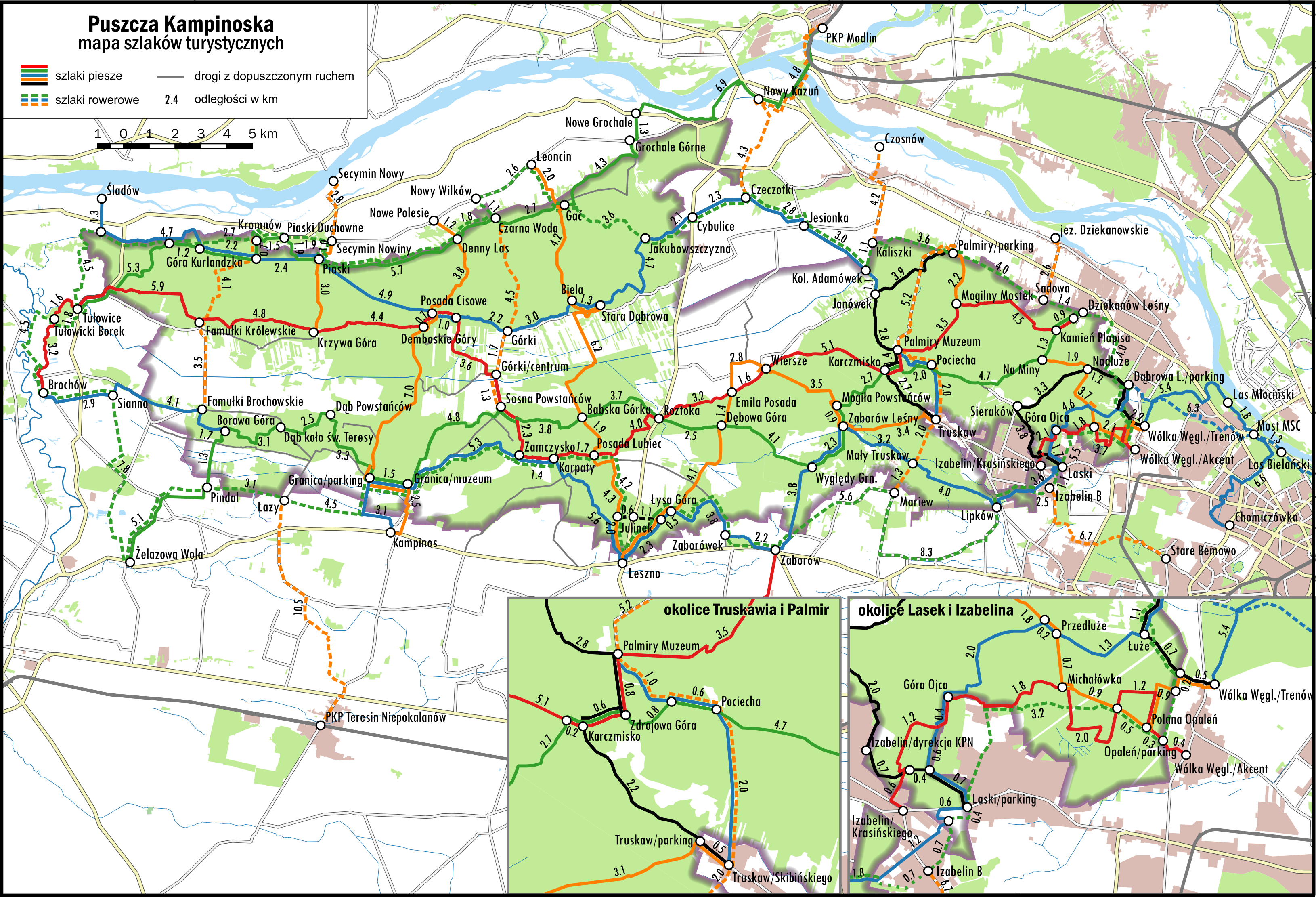
Szlaki piesze w KPN

| km  | Miejsce / Miejscowość | Atrakcje                          | Połączenie ze szlakiem                                                |
| --- | --------------------- | --------------------------------- | --------------------------------------------------------------------- |
| 0,0 | Truskaw               | pomnik                            | Szlak im. Kazimierza W. Wóycickiego Szlak im. Powstańców Warszawskich |
| 2,0 | Pociecha              | Krzyż Jerzyków                    | Południowy Szlak Leśny                                                |
| 3,5 | Cmentarz Palmiry      | cmentarz wojenny i muzeum pamięci | Główny Szlak Puszczy Kampinoskiej Szlak im. Kazimierza W. Wóycickiego |